# Preston, Brighton
Preston är en ort i unparished area Brighton, i distriktet Brighton and Hove, i grevskapet East Sussex i England. Preston var en civil parish fram till 1928 när blev den en del av Brighton. Civil parish hade 31 161 invånare år 1921. Byn nämndes i Domedagsboken (Domesday Book) år 1086, och kallades då Prestetone.